# Hrabošovití
Hrabošovití, někdy také hraboši (Arvicolinae), jsou podčeledí z čeledi křečkovití (Cricetidae), z řádu hlodavců. Patří sem lumíci, ondatry, pestrušky, hraboši nebo hryzci a slepušky. Druhy z této podčeledi se řadí mezi nejrozšířenější hlodavce severní polokoule a patří sem například hraboš polní. Zároveň se také stávají nejčastějším objektem v jídelníčků sov nebo dravců.

## Popis

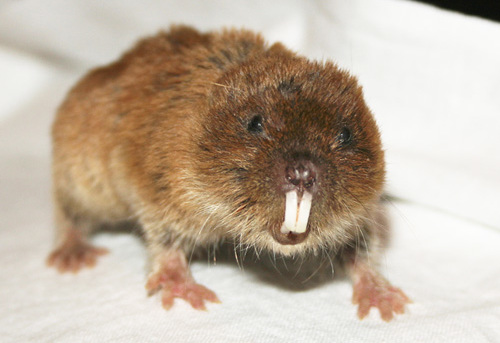
Slepuška krtčí

Druhy z této čeledi jsou poměrně rozmanité a mají od několika málo centimetrů až k 50 cm, nejedná se tedy o příliš velké hlodavce. Jejich tělo je celé pokryté hustou a krátkou srstí.

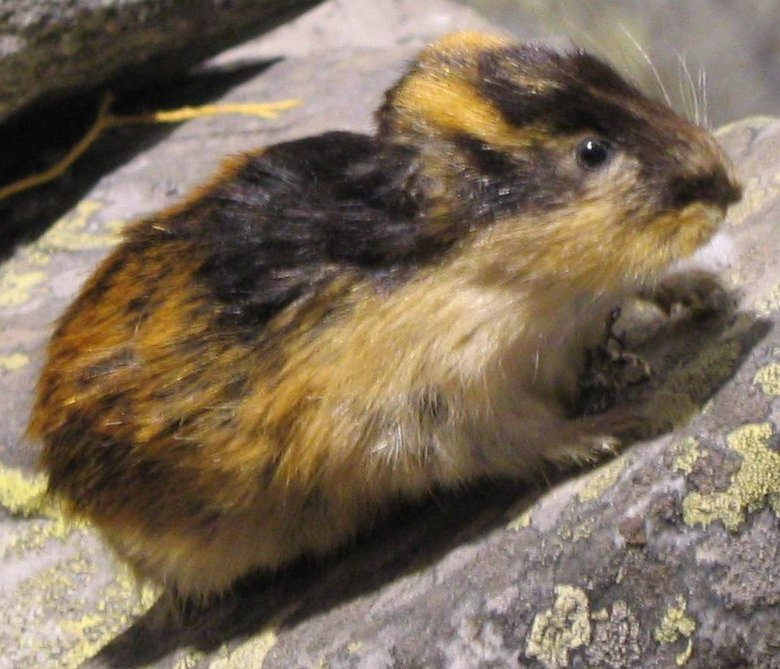
Lumík norský

Nejcharakterističtějším rysem těchto myšovců jsou moláry, které mají prizmatické hrbolky ve tvaru střídajících se trojúhelníků. Tyto stoličky jsou adaptované pro stravu, kterou se myšovci živí, tedy pro trávy, obilniny, zeleninu… V dospělosti se mnohdy tyto hrbolky zabrousí opotřebováním, někdy mohou dokonce vypadat i celé zuby a v tom případě jim vždy dorostou nové.
Hrabošovití se dobře adaptují na podmínky a dokáží i dlouhou dobu žít pod sněhovou pokrývkou, aniž by museli snižovat tep či tělesnou teplotu. Charakteristické jsou pro ně i extrémní výkyvy v populaci a u většiny druhů platí tzv. čtyřleté cykly, což znamená, že po čtyřech letech jejich populace najednou extrémně vzroste a hned zase extrémně upadá.
Životní styl je u každého rodu jiný, od lumíků a hrabošů, kteří vyhledávají třeba skaliska nebo přírodní prohlubiny, naopak slepušky a některé druhy hrabošů mají tělo vyvinuté pro hrabání nor. Ondatry a hryzci si zase přivykli na stálý život ve vodě.

## Podřazené taxony
- Alticola
- Arborimus
- Arvicola
- Blanfordimys
- Chionomys
- Clethrionomys
- Dicrostonyx
- Dinaromys
- Ellobius
- Eolagurus
- Eothenomys
- Hyperacrius
- Lagurus
- Lasiopodomys
- Lemmiscus
- Lemmus
- Microtus
- Myopus
- Neofiber
- Ondatra
- Phaiomys
- Phaulomys
- Phenacomys
- Proedromys
- Prometheomys
- Synaptomys
- Tyrrhenicola
- Volemys